# Jan Blecharz
Jan Blecharz (ur. 16 stycznia 1954) – polski psycholog, zajmujący się psychologią sportu, profesor i doktor habilitowany. Pracownik Zakładu Psychologii na Akademii Wychowania Fizycznego w Krakowie.
Członek Zarządu Sekcji Psychologii Sportu Polskiego Towarzystwa Kultury Fizycznej, Polskiego Towarzystwa Psychologicznego i Association for Advancement of Applied Sport Psychology.
Był psychologiem polskiej ekipy na Igrzyskach Olimpijskich w Albertville i Salt Lake City.
Od 1998 do 30 maja 2003 roku był psychologiem polskiej kadry w skokach narciarskich. Współpracował także z parą łyżwiarzy figurowych Dorotą i Mariuszem Siudkami, Leszkiem Kuzajem, Renatą Mauer, Januszem Kuligiem czy Teresą Folgą.
Od 2013 roku współpracuje z kadrą polskich lekkoatletów.
Został odznaczony Krzyżem Kawalerskim (2002) i Krzyżem Oficerskim (2019) Orderu Odrodzenia Polski.